# Gustave Coquebert de Montbret
Gustave Coquebert de Montbret (31 de marzo de 1804 – 8 de julio de 1836) fue un explorador y botánico francés, especialista en lamiáceas.

## Biografía
Hijo de Antoine de Montbret Coquebert, magistrado, que siempre dedicó su tiempo libre al estudio de la historia natural; y sobrino de Charles Coquebert de Montbret, cuyo vasto conocimiento en todas las ramas de la ciencia fueron apreciados, así Gustave adquiere fácilmente un gusto por la historia natural. Viaja al sur de Francia, los Alpes y los Pirineos atrayéndolo especialmente la botánica.
Recibe su educación en Orléans y más tarde en París. En 1830 es relocalizado en Estambul lo que lo anima a recolectar y estudiar plantas por Asia Menor, Turquía, Armenia, Egipto.

## Honores

### Eponimia
- (Brassicaceae) Arabis montbretiana Boiss.[4]

- (Brassicaceae) Draba montbretiana Sommier & Levier[5]

- (Lamiaceae) Teucrium montbretii Benth.[6]
- La abreviatura «Montbret» se emplea para indicar a Gustave Coquebert de Montbret como autoridad en la descripción y clasificación científica de los vegetales.[7]